# Elektroni (glazbeni sastav)
Elektroni su rock sastav osnovan 1961. godine u Karlovcu.

## Povijest sastava
Elektroni su osnovani 1961. godine u Karlovcu. Sastav su osnovala šestorica tinejdžera između šesnaest i osamnaest godina, a to su Jurica Grosinger (solo gitara), Ivica Bičanić (bas-gitara), Branko Spudić (bubnjevi), Miro Stern (ritam gitara), Marijan Klobučar (ritam gitara), Božidar Boček (klavijature, melodika). Tijekom glazbene karijere kroz sastav su prošli brojni glazbenici, među kojima su i dvojica pjevača, njihov sugrađanin Mirko Novosel (1947.) i Kristal Silvijo Vedrina (1944. – 1981.) iz Zagreba, te Marijan Banić (1947.) koji je svirao harmoniku i melodiku.
U proljeće 1968. godine nastupaju kao kvartet u postavi; Jurica Grosinger, Marijan Janjac (1947.) na bubnjevima, Vatroslav Slavnić (1947.) bas-gitara i Boris Borošić (1953.) ritam gitara, te za Jugoton snimaju vokalni EP s kojeg se izdvaja skladba Vatroslava Slavnića "Srna". Nakon toga u sastav dolazi petnaestogodišnji Darko Domjan (1953.), koji je postao velika estradna zvijezda sedamdesetih i osmadesetih, te se u Elektronima kao trombonist, basist i pjevač zahtjevnih R&B naslova zadržao do 1970. godine.
U svojoj glazbenoj karijeri koja je trajala gotovo dvanaest godina ostavili su iza sebe jedan snimljeni EP, tridesetak radijskih i demosnimaka (od čega je osamnaest instrumentala), te dvije televizijske snimke.

## Vanjske poveznice
- Discogs.com - Elektroni